# Cangtou (socken i Kina, Henan)
Cangtou (kinesiska: 仓头, 仓头乡) är en socken i Kina. Den ligger i provinsen Henan, i den centrala delen av landet, omkring 130 kilometer väster om provinshuvudstaden Zhengzhou. Antalet invånare är 23 766. Befolkningen består av 11 250 kvinnor och 12 516 män. Barn under 15 år utgör 26,0 %, vuxna 15-64 år 64 %, och äldre över 65 år 8,0 %.
Genomsnittlig årsnederbörd är 659 millimeter. Den regnigaste månaden är september, med i genomsnitt 135 mm nederbörd, och den torraste är december, med 4 mm nederbörd.